# Hôpital d'Espoo
L'hôpital d'Espoo (finnois : Espoon sairaala) est un hôpital municipal situé dans le quartier de Karvasmäki à Espoo en Finlande.

## Présentation

### L'hôpital municipal
L'hôpital d'Espoo est spécialisé dans les soins et la rééducation des personnes âgées d'Espoo, Kauniainen et de Kirkkonummi.
L'hôpital d'Espoo a 270 chambres individuelles, il emploie plus de 400 soignants.
Les départements de l'hôpital sont:
- Service d'urgences
- soins des plaies et psychogériatrie
- Rééducation orthopédique
- Réadaptation neurologique
- Infections
- Soins palliatifs en phase terminale

### La maternité du HUS
Quand l'hôpital de l'école des sages femmes ferme en octobre 2018,,, les accouchements opérés par l'école sont d'abord transférés à l'hôpital de Jorvi et à la clinique de gynécologie. 
Le District hospitalier d'Helsinki et de l'Uusimaa loue alors des espaces dans l'hôpital d'Espoo et, après travaux de réhabilitation, les services de maternité de l'hôpital de Jorvi y sont transférés depuis le 27 février 2018, on y réalise les accouchements et les soins aux nouveau-nés,